# C19H31NO2
化学式C19H31NO2（摩尔质量：305.45 g/mol）可以指：
- 蝾螈碱，CAS号：467-51-6
- 阿马夫隆，CAS号：50588-47-1
- 5-十二烷基-2-羟基苯甲醛肟，CAS号：77635-32-6

|  | 这个同类索引页列出了具有相同分子式的化学物（即同分異構體）条目。 除非您是有意链接至本页，否则应将相应条目的内部链接指向正确的条目。 |